# Кімітіна
Кімітіна - згаслий вулкан на півострові Камчатка, Росія. Вулкан знаходиться у Козиревському вулканічному районі, на правобережжі річки Великої Кімітіної, у її верхній течії.
Форма вулкана є пологим конусом. У географічному плані вулканічна споруда має форму правильного кола діаметром 7 км, площею 30 км². Обсяг виверженого матеріалу близько 8 км. Абсолютна висота - 1438 м . Продукти вивержень вулкана представлені базальтами. Діяльність вулкана належить до верхньочетвертичного періоду.